# More Songs About Buildings and Food
Albums de Talking Heads
Talking Heads: 77
(1977) Fear of Music
(1979)
Singles
1. Take Me to the River
Sortie : 1978

More Songs About Buildings and Food (Plus de chansons sur le bâtimens et la nourriture en français) est le deuxième album studio de Talking Heads, sorti le 21 juillet 1978.

## Description
Enregistré aux Compass Point Studios à Nassau, cet opus, qui mélange différentes influences (funk, reggae, punk rock), est bien plus populaire que le précédent, Talking Heads: 77.

## Liste des titres
| 1. | Thank You for Sending Me an Angel   | David Byrne               | 2:11 |
| 2. | With Our Love                       | David Byrne               | 3:30 |
| 3. | The Good Thing                      | David Byrne               | 3:03 |
| 4. | Warning Sign                        | David Byrne, Chris Frantz | 3:55 |
| 5. | The Girls Want to Be With the Girls | David Byrne               | 2:37 |
| 6. | Found a Job                         | David Byrne               | 5:00 |

| 1. | Artists Only         | David Byrne, Wayne Zieve          | 3:34 |
| 2. | I'm Not in Love      | David Byrne                       | 4:33 |
| 3. | Stay Hungry          | David Byrne, Frantz               | 2:39 |
| 4. | Take Me to the River | Al Green, Mabon « Teenie » Hodges | 5:00 |
| 5. | The Big Country      | David Byrne                       | 5:30 |

| 12. | Stay Hungry (1977 Version)                                | David Byrne, Frantz | 3:45 |
| 13. | I'm Not in Love (Alternate Version)                       | David Byrne         | 5:15 |
| 14. | The Big Country (Alternate Version)                       | David Byrne         | 5:01 |
| 15. | Thank You for Sending Me an Angel (Country Angel Version) | David Byrne         | 2:12 |

## Classements
Le magazine Rolling Stone l'a classé à la 383e de sa liste des « 500 plus grands albums de tous les temps ».
More Songs About Buildings and Food s'est classé 29e au Billboard 200.